# Adalbertstraße 31 (München)

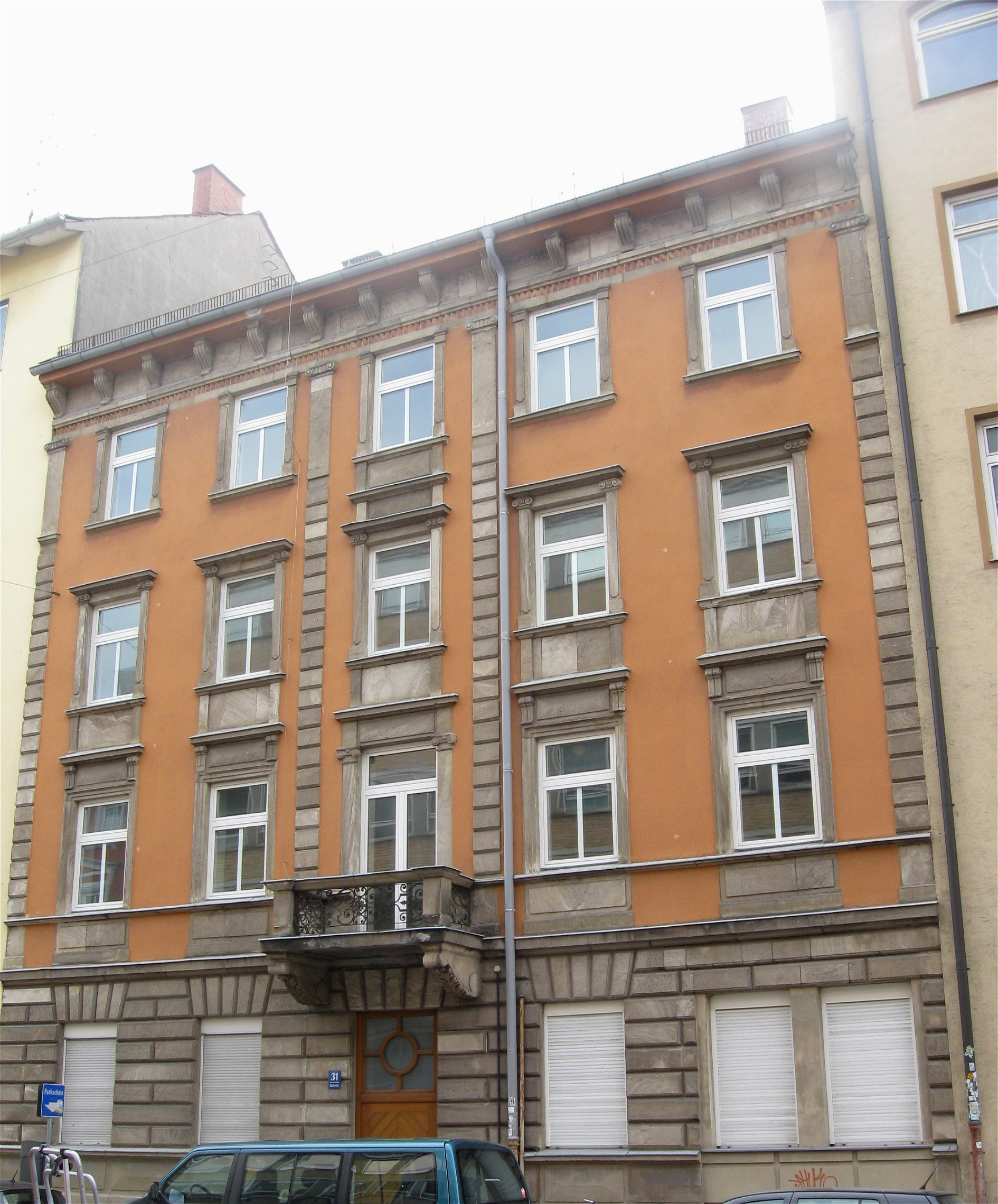
Haus Adalbertstraße 31 in München

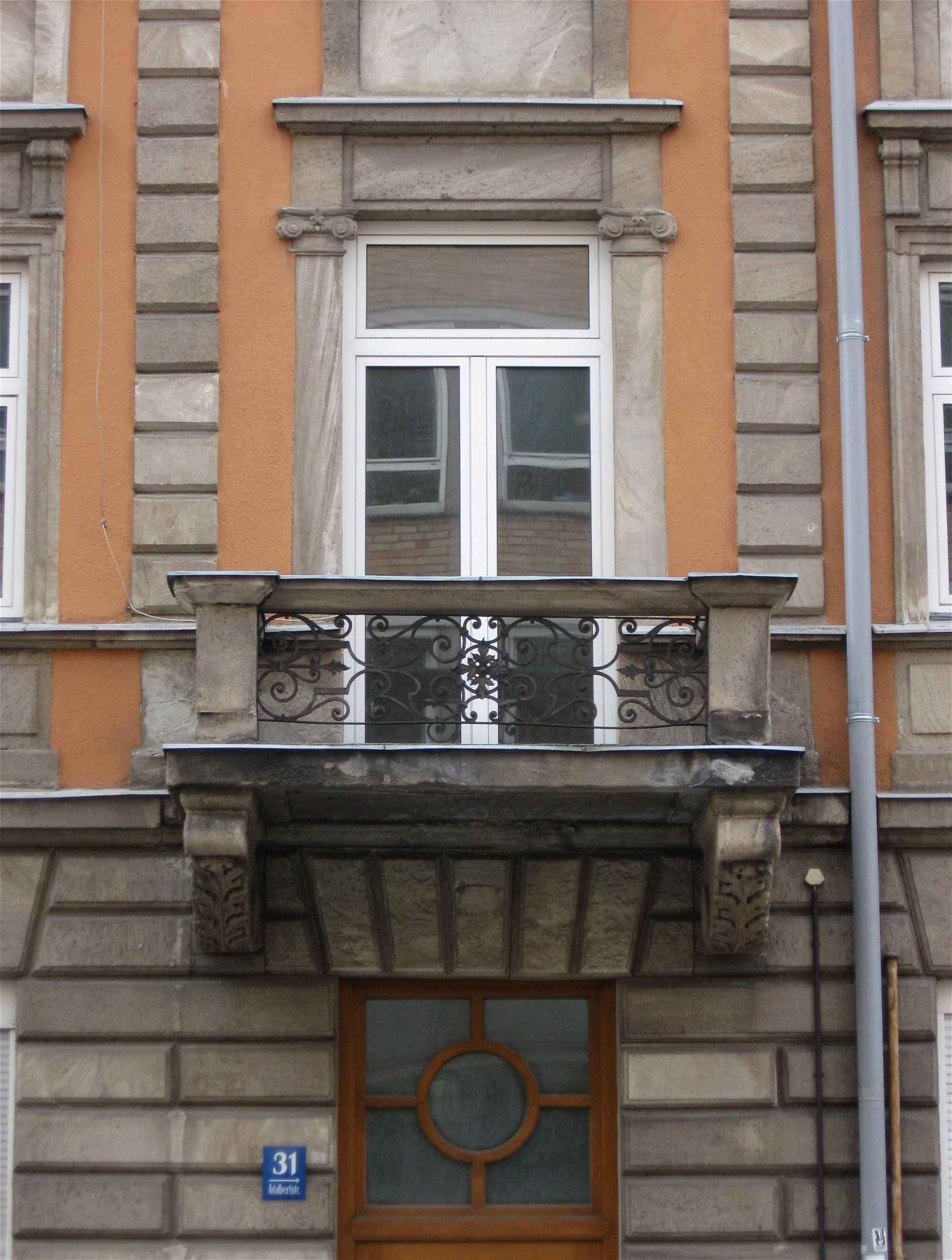
Schmiedeeisernes Gitter

Das Gebäude Adalbertstraße 31 im Stadtteil Maxvorstadt der bayerischen Landeshauptstadt München ist ein geschütztes Baudenkmal.
Das viergeschossige Mietshaus in der Adalbertstraße wurde 1884 vom Bautechniker Jakob Freundorfer für Marie Sautner errichtet. Die Fassade im Stil der Neurenaissance wird von Hausteinen gegliedert. Der Ladeneinbau im Erdgeschoss erfolgte im Jahr 1896. 
Der Hauseingang des fünfachsigen Gebäudes erfolgt mittig. Ein Zierbalkon über dem Portal betont die Symmetrie. Eine doppelläufige Podesttreppe erschließt zwei Wohnungen je Stockwerk. Über dem Architrav der Fenster des dritten Stockwerks haben sich ein Zahnfries und darüber ein Gesims mit eingestellten Konsolen erhalten.